# 奥斯特洛夫斯基广场

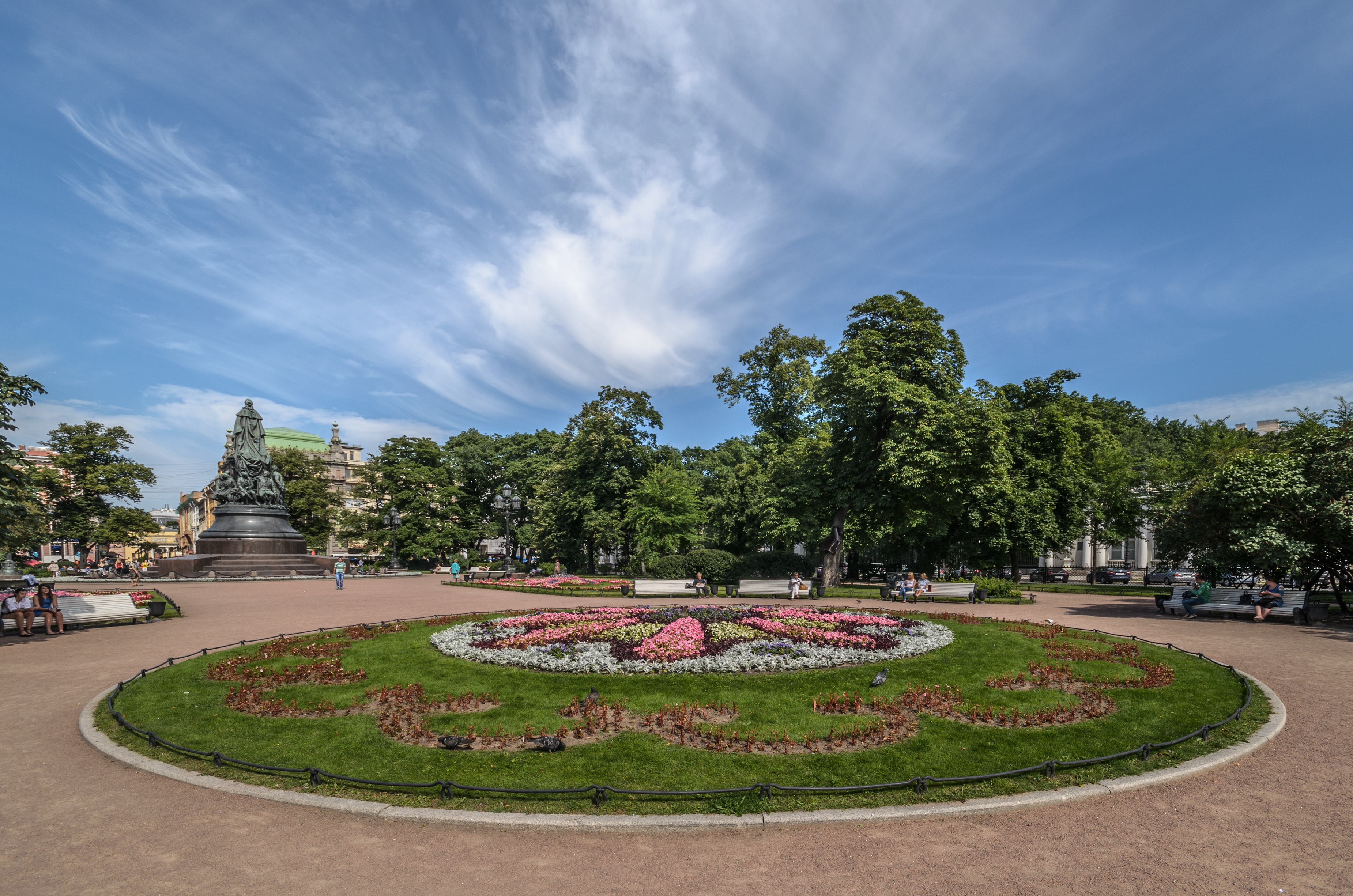

奥斯特洛夫斯基广场（俄語：Площадь Островского）是俄罗斯圣彼得堡中区的一个广场，位于城市的历史中心。涅瓦大街（Невский проспект）、建筑师罗西街（улица Зодчего Росси）、小花园街（Малая Садовая улица）、克雷洛夫巷（Переулок Крылова）交汇于此。
奥斯特洛夫斯基广场建筑群由19世纪建筑师К. И. 罗西设计的，包括一批重要的历史和文化建筑：亚历山大剧院（Здание Александринского театра）、俄罗斯国家图书馆（Российская национальная библиотека）、阿尼奇科夫宫（Аничков дворец）、叶卡捷琳娜二世纪念碑（Памятник Екатерине II）等。尽管罗西未能实现整个规划，奥斯特洛夫斯基广场建筑群仍然是俄罗斯城市艺术的最高成就之一。1990年，作为圣彼得堡历史中心的一部分，该广场被列入世界遗产名录。